# Routes (Album)
Routes ist ein Jazzalbum von Samuel Blaser. Die um 2022 entstandenen Aufnahmen erschienen am 12. Mai 2023 auf enja/Yellowbird.

## Hintergrund
Das Album ist inspiriert durch das Erbe des jamaikanischen Ska-Musikers Don Drummond (1932–1969) und Mitglied der Urbesetzung der Skatalites. Drummond war ein Pionier der Ska-Bewegung und habe hohes Ansehen bei amerikanischen Jazzmusikern genossen, schrieb Tony Dudley-Evans. J. J. Johnson sei nach Jamaika gereist, nur um ihn spielen zu hören, und Delfeayo Marsalis schrieb die Einleitung zu Heather Augustyns Biographie von Drummond, The Genius and Tragedy of the World’s Greatest Trombonist (2013).
Für das Album Routes sammelte der Posaunist Samuel Blaser eine Gruppe von Musikern um sich, um ein jamaikanisch beeinflusstes Repertoire zu einzuspielen. Die Gruppe besteht Alex Wilson (Piano, Orgel und Melodica), Ira Coleman am Bass, Dion Parson am Schlagzeug, Michael Blake am Tenorsaxophon und Soweto Kinch (Altsaxophon und Gesang). Dargeboten wurde eine Mischung aus Don Drummond-Klassikern und Reggae-, Ska- und Jazz-inspirierten Eigenkompositionen, mit Gastauftritten der Sängerin Carroll Thompson, Synchronisationen des 2021 verstorbenen Lee „Scratch“ Perry und einem sechsköpfigen Posaunenchor in einer neu arrangierte Version von Drummonds „Green Island“, mit Steve Turre (der auch auf einer Muschel spielt), John Fedchock, Glenn Ferris, Johan Escalante, Jennifer Warthon (Bassposaune) sowie Heiri Känzig am Kontrabass.

## Titelliste
- Samuel Blaser: Routes (enja/yellowbird YEB 7835)

1. Silver Dollar (Don Drummond) 4:35
2. Rainy Days 6:27
3. Thoroughfare (Don Drummond) 4:36
4. Green Island (Don Drummond) 7:03
5. Chronicles 4:32
6. Beautiful Bed of Lies 5:03
7. Lady Rawlinson 5:22
8. Rainy Days Dub 6:27
9. Green Island Dub 7:03
10. End of the Beginning 3:08

Wenn nicht anders vermerkt, stammen die Kompositionen von Samuel Blaser.

## Rezeption
Zeitgenössischer Jazz integriere oft Elemente aus anderen Genres der afroamerikanischen Musik, z. B. Hip Hop, Drum and Bass und Afrobeat, aber Reggae und Ska seien weniger verbreitet, schrieb Tony Dudley-Evans (London Jazz News). Zu den Höhepunkten zählen die drei Tracks mit Arrangements von Drummond-Melodien; „Silver Dollar“ und „Thoroughfare“ seien ganz im Ska/Reggae-Stil gehalten, mit starken Soli von Blaser. „Green Island“ klinge jedoch ganz anders: Hier spiele ein sechsköpfiger Posaunenchor über einem afrikanischen Rhythmus und interagiere mit Kinchs Spoken-Word-Beitrag. Zweifellos mache die Musik großen Spaß, und doch sei dies auch eine besinnliche und einnehmende Hommage an Don Drummond, die die Rhythmen von Ska und Reggae mit den Texturen des Jazz vereine.
Mit diesem Werk hätte man das Beste des jamaikanischen Repertoires, das fest in den musikalischen Traditionen der Insel verankert und tief im Jazz verwurzelt sei, meinte Dominique Boulay (Paris Move). Samuel Blaser würde dafür sorgen, dass das immense Werk des jamaikanischen Komponisten und Musikers sehr lebendig bleibe und möglicherweise sogar dazu beitrage, durch diese neuen Interpretationen seines Repertoires wiederentdeckt zu werden.